# Europsko prvenstvo u nogometu za žene – Njemačka 1995.

}}
Europsko prvenstvo u nogometu za žene 1995. održano je od 9. listopada 1994. do 25. ožujka 1995. u Njemačkoj, a naslov europskih prvakinja osvojila je reprezentacija Njemačke.

## Sudionice
| - Island - Engleska - Rusija - Njemačka |  | - Danska - Švedska - Italija - Norveška |

### Četvrtfinale
| 9. listopada 1994.                                             | Reykjavík | Island   | – | Engleska | 1:2 |
| 30. listopada 1994.                                            | Brighton  | Engleska | – | Island   | 2:1 |
| Engleska pobijedila s rezultatom 4:2 i izborila sljedeće kolo. |           |          |   |          |     |

| 9. listopada 1994.                                             | Seljatino | Rusija   | – | Njemačka | 0:1 |
| 27. listopada 1994.                                            | Osnabrück | Njemačka | – | Rusija   | 4:0 |
| Njemačka pobijedila s rezultatom 5:0 i izborila sljedeće kolo. |           |          |   |          |     |

| 15. listopada 1994.                                           | Hjørring | Danska  | – | Švedska | 2:0 |
| 29. listopada 1994.                                           | Malmö    | Švedska | – | Danska  | 3:0 |
| Švedska pobijedila s rezultatom 4:2 i izborila sljedeće kolo. |          |         |   |         |     |

| 15. listopada 1994.                                            | Mantua | Italija  | – | Norveška | 1:3 |
| 29. listopada 1994.                                            | Oslo   | Norveška | – | Italija  | 4:2 |
| Norveška pobijedila s rezultatom 7:3 i izborila sljedeće kolo. |        |          |   |          |     |

### Polufinale
| 11. prosinca 1994.                                             | Watford | Engleska | – | Njemačka | 1:4 |
| 23. veljače 1995.                                              | Bochum  | Njemačka | – | Engleska | 2:1 |
| Njemačka pobijedila s rezultatom 6:2 i izborila sljedeće kolo. |         |          |   |          |     |

| 26. veljače 1995.                                             | Kristiansand | Norveška | – | Švedska  | 4:3 |
| 5. ožujka 1995.                                               | Jönköping    | Švedska  | – | Norveška | 4:1 |
| Švedska pobijedila s rezultatom 7:5 i izborila sljedeće kolo. |              |          |   |          |     |

### Finale
| 26. ožujka 1995. | Kaiserslautern | Njemačka | – | Švedska | 3:2 (1:1) |

Hrvatski nogometni savez

## Vanjske poveznice
- Europsko prvenstvo u nogometu za žene na uefa.com  Arhivirana inačica izvorne stranice od 31. siječnja 2010. (Wayback Machine)
- Rezultati na RSSSF.com
- Službena stranica Europske nogometne organizacije (UEFA)